# Flughafen Grand Turk

i8
i11
i13
Der JAGS McCartney International Airport (auch Grand Turk International, IATA-Code: GDT, ICAO-Code: MBGT) ist nach dem Flughafen Providenciales der zweitgrößte Flughafen des Britischen Überseegebietes Turks- und Caicosinseln in der Karibik. Er liegt auf der Insel Grand Turk, gut drei Kilometer südlich der Hauptstadt Cockburn Town.
Der Flughafen hat eine 1941 Meter lange asphaltierte Start- und Landebahn. Er wurde nach James Alexander George Smith McCartney, dem ersten Chief Minister des Überseegebietes benannt. McCartney kam 1980 bei einem Flugzeugabsturz ums Leben.
Vom Flughafen Grand Turk aus werden lediglich nationale Ziele, darunter Providenciales, durch InterCaribbean Airways und Caicos Express Airways angeflogen.